# Asilus sabulosus
Asilus sabulosus là một loài ruồi trong họ Asilidae. Asilus sabulosus được Contarini miêu tả năm 1847. Loài này phân bố ở vùng Cổ Bắc giới.